# Reinhold von Essen (ingenjör)
Claës Reinhold Carl Casimir von Essen, född 21 oktober 1848 i Gällstads socken, Älvsborgs län, död 26 november 1914, var en svensk järnvägsingenjör. Han var far till Göran von Essen.
Reinhold von Essen blev elev vid Statens Järnvägar 1865 och var stationsskrivare 1872–74. Han företog studieresor i utlandet 1871 och 1873, var byråassistent vid Stockholm–Västerås–Bergslagens Järnvägar 1874–75, trafikdirektörsassistent vid Bergslagernas Järnvägar 1876–80, biträdande kontrollerande ingenjör vid Södra Dalarnes Järnväg 1880–81, trafikchef samt ban- och maskiningenjör vid sistnämnda järnväg 1880–86, tillika trafikchef samt ban- och maskiningenjör vid Siljans Järnväg 1883–86, trafikdirektör vid ångbåtsbolaget Österdalarne 1884–86, trafikchef samt ban- och maskiningenjör vid Malmö–Billesholms Järnväg 1886–95, vid Malmö–Trelleborgs Järnväg från 1886, vid Trelleborg–Rydsgårds Järnväg från 1890, vid Malmö–Tomelilla Järnväg från 1892, vid Simrishamn–Tomelilla Järnväg från 1896, vid Malmö–Kontinentens Järnväg från 1898 och vid Vellinge–Skanör–Falsterbo Järnväg från 1904.
Reinhold von Essen var ledamot i järnvägskommittén 1892, kontrollerande ingenjör vid husbyggnaderna på Malmö–Tomelilla Järnväg 1892–94, ledamot i direktionen för enskilda järnvägarnas pensionskassa från 1896, ledamot i kommittéerna angående ångfärjeförbindelsen Malmö–Warnemünde 1899 och angående elektriska spårvägar i Malmö 1901. Han byggde om Simrishamn–Tomelilla Järnväg 1896–97 och Malmö–Trelleborgs Järnväg 1898–99, var vice verkställande direktör för Vellinge–Skanör–Falsterbo Järnväg från 1899, byggnadschef vid samma järnväg 1903–04 och ledamot i dess styrelse från 1904, vice verkställande direktör för Trelleborg–Rydsgårds Järnväg från 1899 och ledamot i dess styrelse från samma år, första suppleant i styrelsen för Malmö–Trelleborgs Järnväg från 1902, vice verkställande direktör där 1902 och verkställande direktör från 1904.